# Hněvín
Hněvín (německy Landeswarte) je novogotický hrad ležící na stejnojmenném vrchu ve městě Most v České republice. Původní hrad byl zbořen po třicetileté válce, dnešní podoba hradu vychází z historizující rekonstrukce na přelomu 19. a 20. století.

## Historie

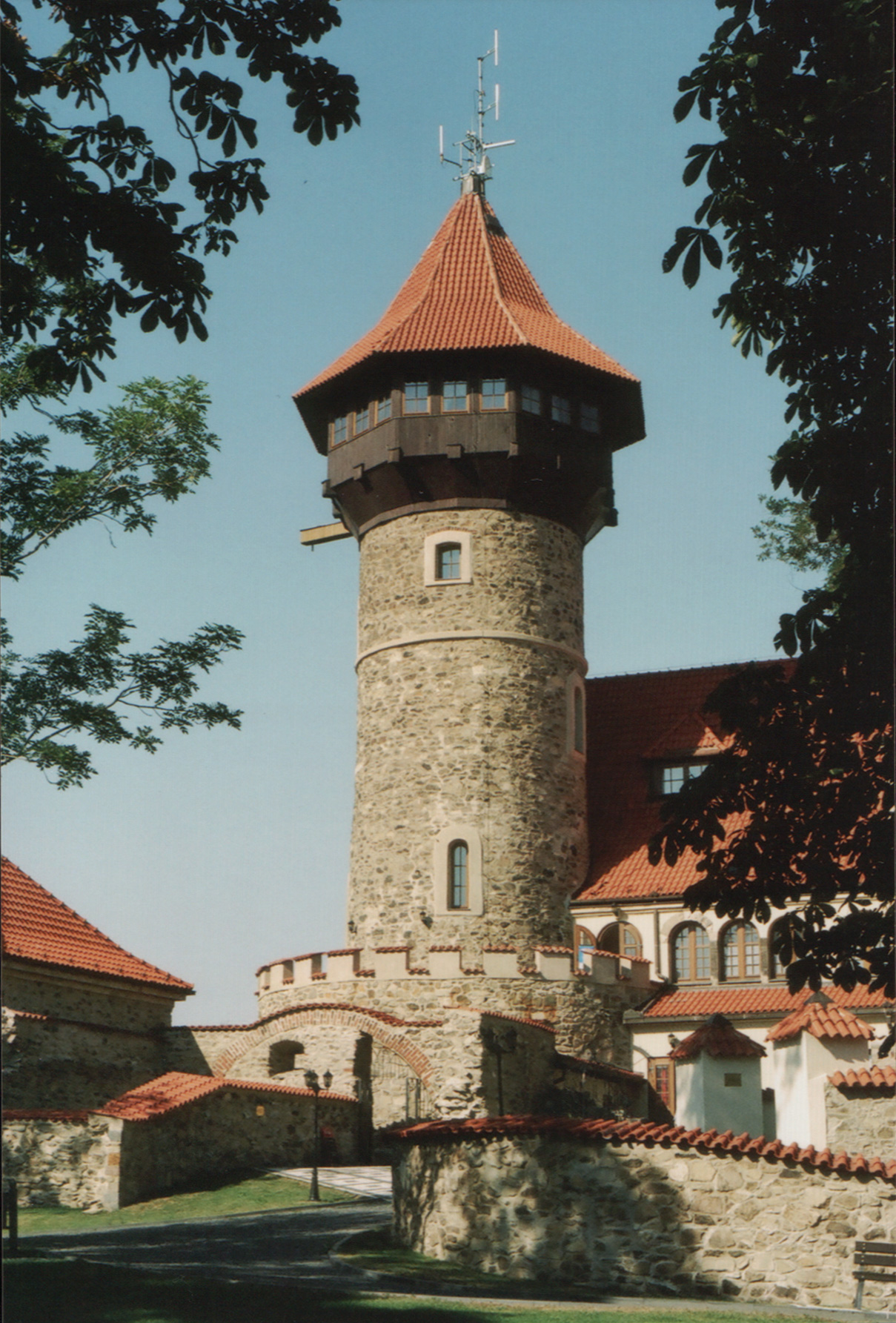
Z vyhlídkové věže
je kruhový rozhled, od autodromu přes bývalý povrchový důl a kostel ve starém Mostě až po současné centrum ve stylu socialistického realismu

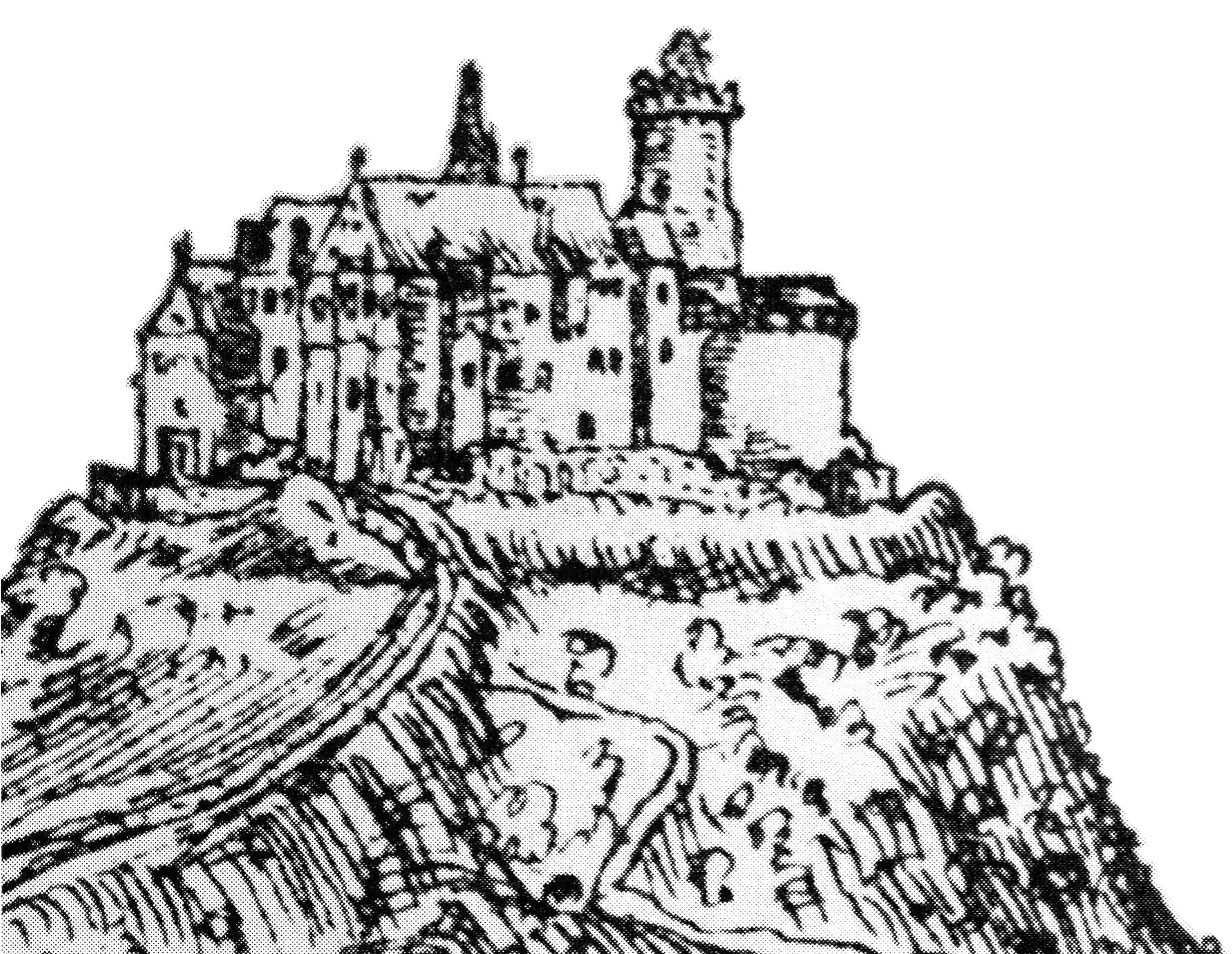
Nejstarší vyobrazení hradu na rytině Jana Willenberga z roku 1602 (detail)

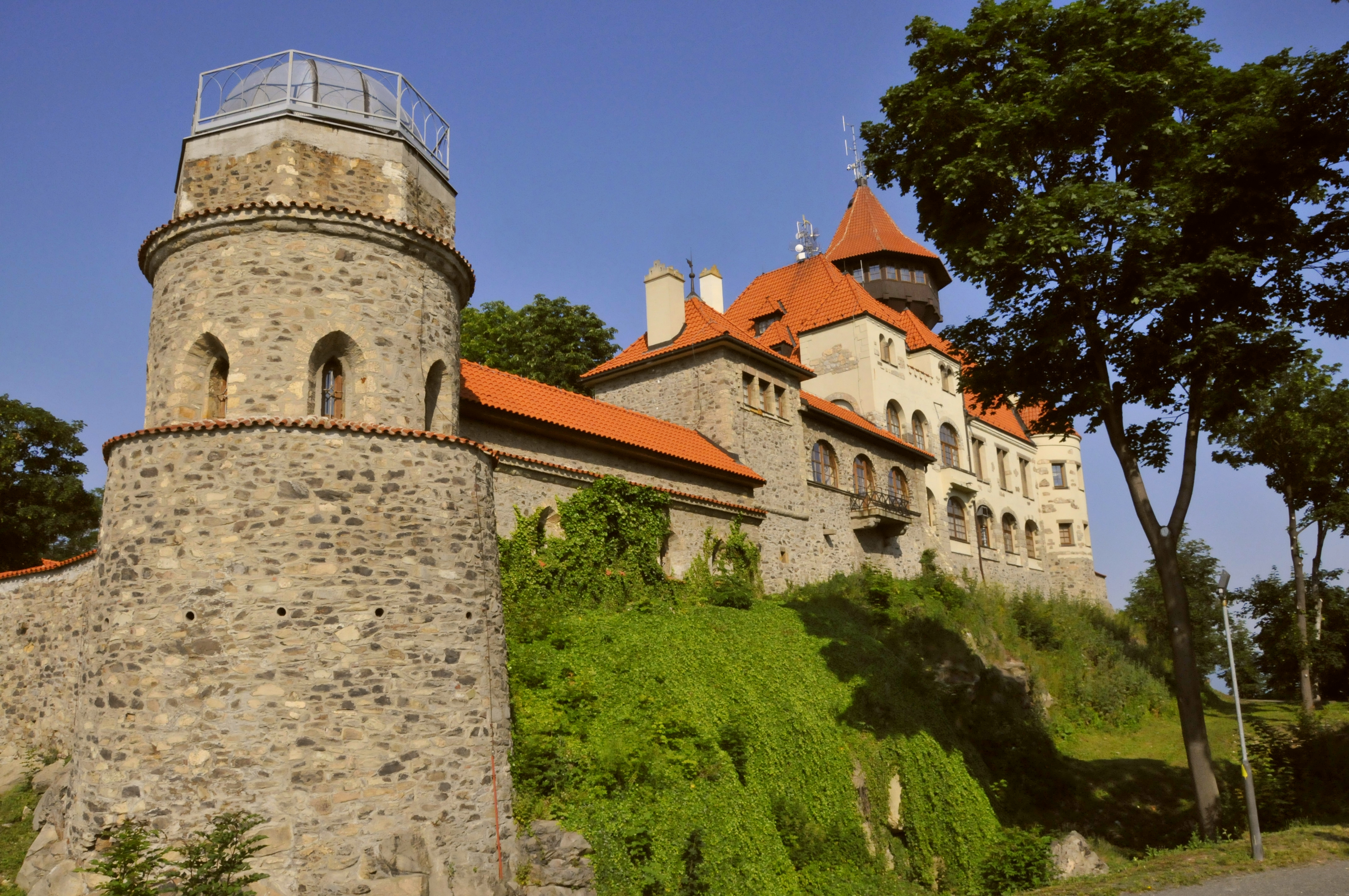

Podle archeologických výzkumů, které v areálu hradu probíhaly v šedesátých letech 20. století, byl hradní vrch osídlen již v pravěku. Asi padesát metrů pod vrcholem se na jihozápadním úbočí kopce nachází lomem poškozená plošina o rozměrech 100 × 70 metrů se zbytky parkových úprav. Archeologický výzkum na jejím okraji odhalil pozůstatky valu z pozdní doby halštatské, ale není jasné, jestli obklopoval pouze plošinu, nebo zahrnoval i vrchol kopce, na kterém byl později postaven středověký hrad. Menší množství nálezů pochází z období eneolitu a starší doby bronzové, kdy zde bylo sídliště únětické kultury. Dále byly nalezeny keramické zlomky, které dokládají přítomnost lidu knovízské kultury a pozůstatky objektů z osmého a devátého století. Je možné, že obvodová hradba vznikla již v období knovízské kultury a v době halštatské a době hradištní byla pouze opravena.

### Nejstarší dějiny
Krajinu v okolí Mostu na začátku 13. století ovládal rod Hrabišiců. Kojata IV. roku 1207 daroval vinici na hoře Hněvín oseckému klášteru a o dvacet let později odkázal zbývající okolní majetek zderazským křížovníkům, kterým v roce 1238 přenechal své majetky také Kojatův bratr Všebor. Krátce poté pozemky v okolí Mostu neznámým způsobem získal král Václav I. a nejspíše na konci třicátých let 13. století založil mostecký hrad i město. Dokladem založení může být zmínka o soudci Albertovi.

### Hrad do třicetileté války
První písemná zmínka o hradu pochází z roku 1248, kdy Přemysl Otakar II. během vzpoury proti svému otci Václavovi I. oblehl mostecký hrad, ale nepodařilo se mu jej dobýt. Ve 13. století byl hrad Václavem II. zastaven Braniborům. V listině z roku 1331 je poprvé zmíněn i název hradu. Tehdy se nazýval německy Landeswarte (tj. Zemská stráž), což odkazovalo k ostraze zemské hranice. Když v roce 1373 císař Karel IV. zasnuboval svou dceru Annu míšeňskému markraběti Fridrichovi, byly mu dány do zástavy hrad i město Most. Protože ze sňatku sešlo, město i hrad nad ním zůstaly v majetku Míšeňských. Teprve v roce 1406 za vlády Václava IV. se hrad i s městem dostaly po vyplacení odstupného zpět do královských rukou.
Za husitských válek zůstal hrad nedobyt. V roce 1423 král Zikmund zastavil hrad opět míšeňskému markraběti. Král Jiří z Poděbrad sice v roce 1455 oblehl hrad, ale do královského majetku se hrad dostal až v roce 1459 na základě chebské mírové smlouvy. Jiří z Poděbrad zapsal hrad s panstvím svým synům Hynkovi, Viktorínovi a Jindřichovi. Posledně jmenovaný prodal v roce 1480 hrad bratrům Benešovi a Ludvíkovi z Veitmile.

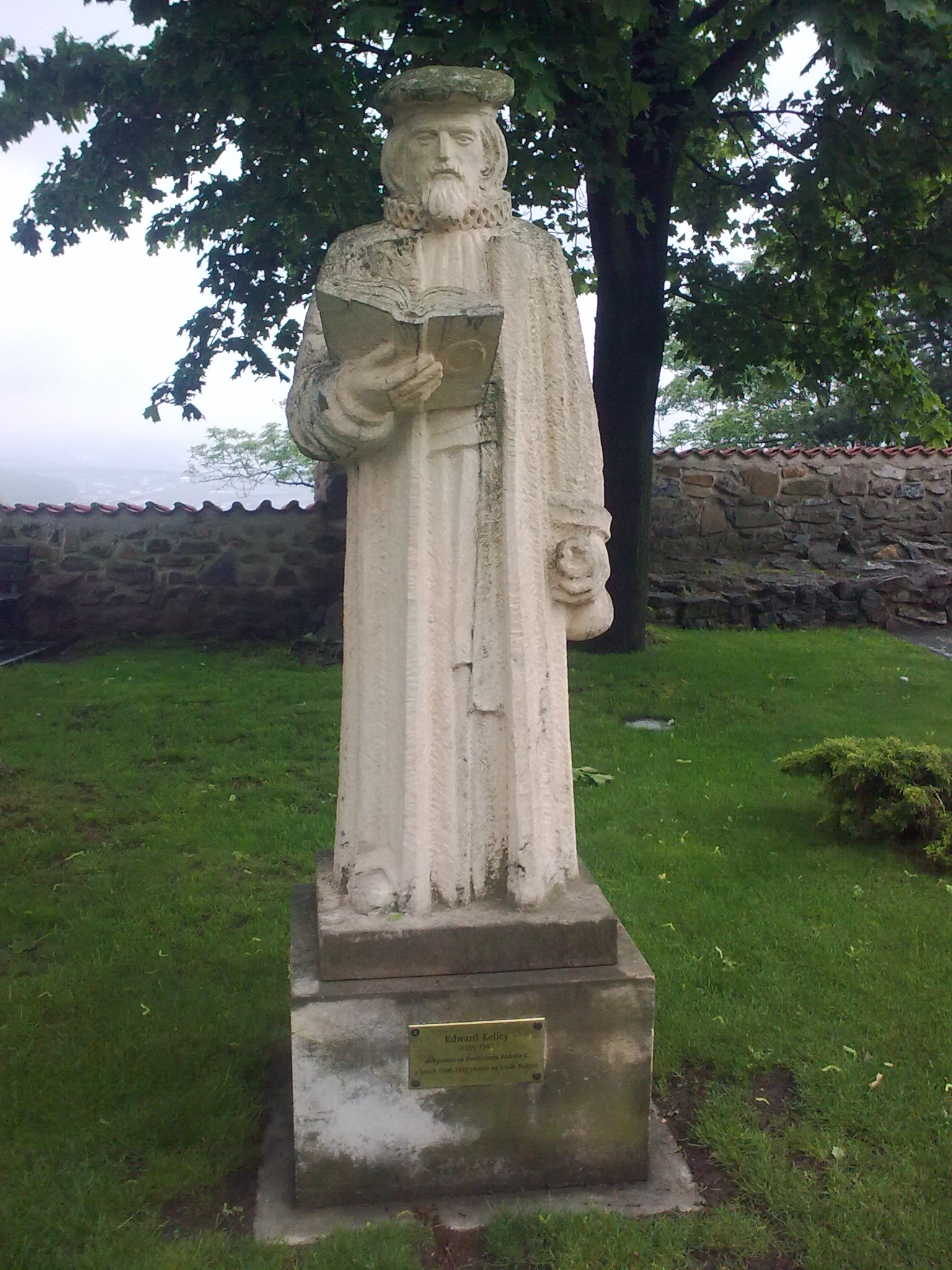
Kellyho socha na Hněvíně

Roku 1585 se hrad stal majetkem Ladislava Popela mladšího z Lobkovic. Jelikož Ladislav Lobkovic byl v roce 1593 obviněn z pokusu o vzpouru proti císaři Rudolfu II., uprchl ze země a v nepřítomnosti odsouzen k trestu smrti a konfiskaci majetku. Převzetí hradu provedla císařská komise roku 1594. Ovšem už následujícího roku prodal císař hrad i s veškerým příslušenstvím městu Most za 69 480 kop míšeňských grošů. Podle kupní smlouvy tehdy patřil k hradu poplužní dvůr s pivovarem, sladovnou, ovčínem a lesem na Resslu. Dále k panství patřily vesnice Souš, Třebušice, Holešice, Pohlody, Kamenná Voda, Vršany, Lipětín, Komořany i s Komořanským jezerem a v Krušných horách vesnice Mníšek, Křížatky, Klíny a Nová Ves v Horách. Dále dva mlýny zvané Střílnice a Gruntmil a hamr s mlýnem a pilou. Nakonec i panství Stradov a Přestanov. Panovník si s ohledem na strategický význam hradu vymínil předkupní právo a město muselo na vlastní náklady vydržovat hradní posádku.
Za vlády Rudolfa II. také pobývali na jeho příkaz na mosteckém hradě alchymisté Angličan Edward Kelley a Řek Marek Mamugny. Edward Kelley byl zpočátku císařovým oblíbencem, ovšem později byl zatčen a uvězněn na Křivoklátě. Po nezdařeném útěku byl vsazen do vězení na mosteckém hradě, kde v roce 1597 zemřel.

### Hrad a třicetiletá válka
Bezproblémové držení hradu a jeho statků skončilo pro město za třicetileté války. V letech 1620–1631 se na hradě vystřídalo několik císařských posádek, které museli měšťané vydržovat. Několikrát se během války pokusili hrad dobýt Švédové. Ti sice hrad nejprve nezískali, ovšem opakovaně zpustošili město. Až ke konci války v roce 1646 jej dobyli pod vedením generála Wrangela. Přestože hrad až do konce války obléhalo císařské vojsko, zůstal v rukou Švédů. Ti ho drželi i po uzavření vestfálského míru až do října 1649. Po těchto zkušenostech zaslali mostečtí měšťané císaři Ferdinandovi III. prosbu o svolení k demolici hradu, aby hrad již nemohl přitahovat pozornost vojska, a aby stavební materiál mohli použít na opravu města. Císař jejich žádosti v září 1650 vyhověl. V listopadu 1651 začalo bourání a skončilo v roce 1653. Po následujících více než 200 let pak vrchol Zámecké hory, jak se kopec tehdy nazýval, zůstal pustý.

### Obnova hradního areálu
V sedmdesátých letech 19. století se začalo s postupnou úpravou kopce. Svahy byly zalesňovány, objevily se zpevněné cesty a další parkové úpravy. V roce 1879 byla na místě starých základů zřízena restaurace. Jednalo se o tzv. švýcarský domek ze zámku Jezeří. V roce 1889 zde byla postavena dřevěná vyhlídková věž, napodobenina Eiffelovy věže v Paříži, kterou však o rok později strhl silný vítr.
V roce 1896 byl ustanoven německý Spolek přátel Zámecké hory, který si vytkl za cíl obnovit hradní areál. Nejprve se započalo se stavbou kamenné vyhlídkové věže. Ta byla dostavěna v září roku 1900 a byla v horní části obložená glazurovanými cihlami ze šamotárny v Braňanech. Poté se spolek rozhodl vystavět vedle věže i restauraci v gotizujícím slohu. Práce na stavbě podle plánů architekta Adolfa Schwarzera začaly v roce 1905 a o rok později byly dokončeny. Budova byla elektrifikována a byl sem dokonce zaveden i telefon.
Spolek se rozhodl, že bude v obnově areálu pokračovat výstavbou dalších objektů. V roce 1911 bylo rozhodnuto přestavět vyhlídkovou věž, aby ladila s budovou restaurace. V letech 1913-1914 byla postavena menší věž plánovaná jako hradní kaple. Během první světové války zde žádné stavební aktivity neprobíhaly a až v roce 1927 byla postavena krytá veranda. Za druhé světové války obsadila hrad německá armáda a využívala jej k účelům protivzdušné obrany. Na obvodní zdi hradu byl umístěn velký osvětlený hákový kříž. Na hradě sloužila protivzdušná obrana německé armády a ve zdejších sklepích hradu měli umístěnou skleněnou tabuli, kde zakreslovali letadla pohybující se v okolí Mostecka. Němci pod vyhlídkou u hradu vybudovali v době válečné jeskyni, která sloužila jako případný kryt při náletech na zdejší chemické závody STW. Tato jeskyně je dnes volně přístupná.

### Hněvín po roce 1945
Krátce po válce sloužil hradní areál k vojenským účelům. Zdá se, že zde česká armáda něco hledala po jednotkách SS. Ale v roce 1950 se správcem objektu stal Městský národní výbor v Mostě. Následující roky hrad chátral, pouze v roce 1959 byla ve věži zřízena televizní retranslační stanice. V 60. letech již hrad nebyl přístupný veřejnosti, neboť hrozilo zřícení některých částí. V roce 1967 se začalo s rekonstrukcí areálu, která skončila v roce 1970. Provozovatelem areálu se stal Podnik bytového hospodářství v Mostě. V roce 1972 byla ve východní věži, bývalé hradní kapli, pro veřejnost otevřena malá hvězdárna.
Hrad Hněvín a pod ním ležící vilová čtvrť Zahražany jsou jediné části původního Mostu, nedotčené demolicí starého města v šedesátých až osmdesátých letech 20. století. Zatímco původně se hrad nacházel jihozápadně od města, vzhledem k novému Mostu leží na severním okraji.

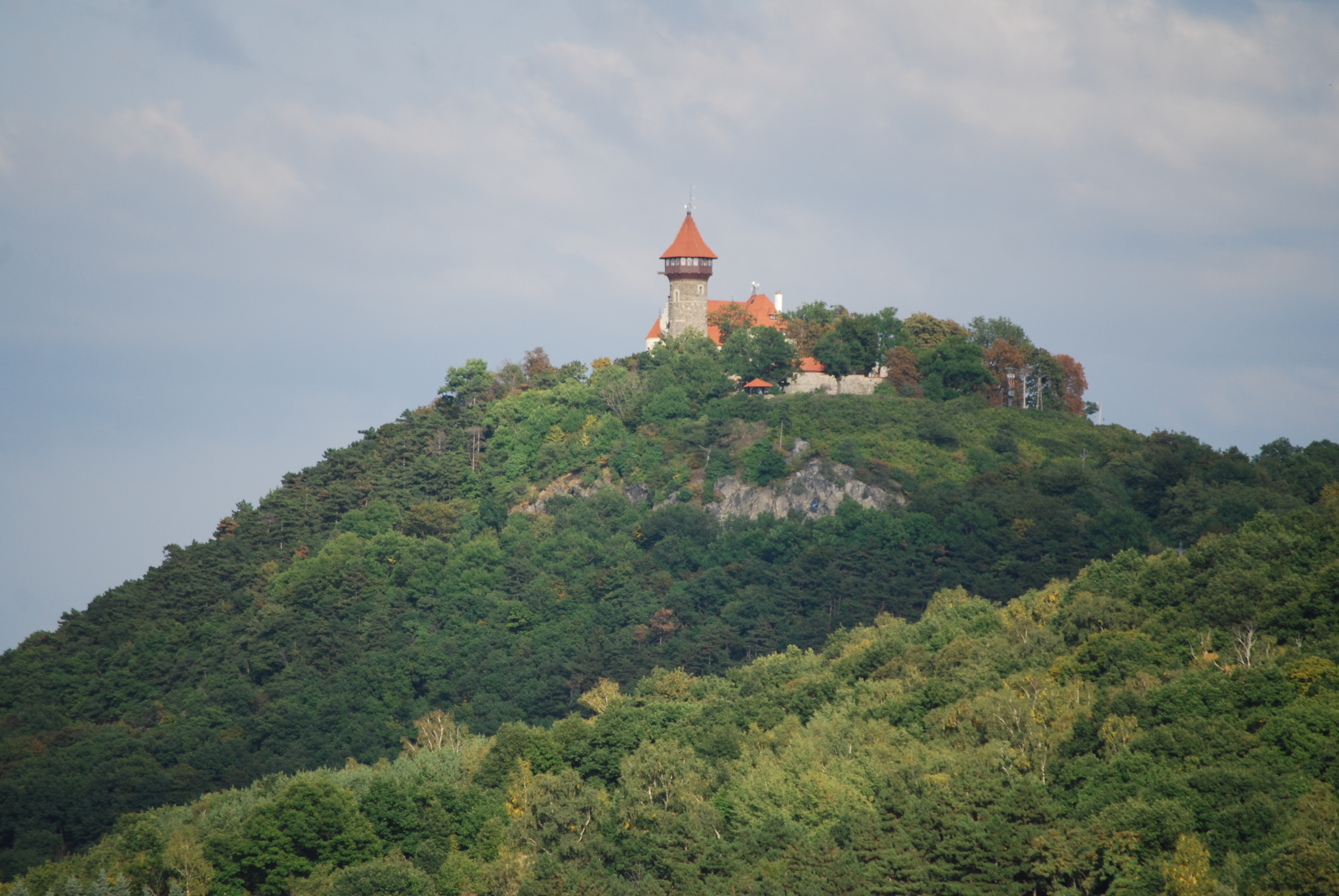
Pohled na hrad Hněvín od Autodromu Most

Po roce 1989 získalo město Most Hněvín v restituci jako historický majetek a v letech 2000-2001 provedlo nákladnou obnovu celého areálu. Byly opraveny střechy, vybudovány nové přípojky inženýrských sítí, na nádvoří položeno nové dláždění a instalováno vnější osvětlení hradu. Na hradě stále funguje Hvězdárna dr. Antonína Bečváře, která je pobočkou Hvězdárny v Teplicích. Z věže je kruhový výhled na celé město, na Mosteckou pánev, Krušné hory a České středohoří. Každoročně v červnu se na hradě koná Den magistra Kellyho.
Hněvín je zmíněn v seriálu Most! jako cíl křížové cesty, což ale není přesné. Mostecká křížová cesta, resp. její zbytek, vede pouze ulicí Jana Žižky v podhradí.

## Stavební podoba
Podoba mosteckého hradu byla silně pozměněna romantickými úpravami, při nichž došlo ke zvýšení úrovně reliéfu až o několik metrů. Původní hrad patřil ke hradům s obvodovou zástavbou a měl přibližně trojúhelný půdorys se zaoblenou čelní stranou. Dispozice bývala dvojdílná. Hradní jádro se nacházelo v severovýchodním nároží, kde stával palác s kaplí a velkým sálem, druhý mladší palác, hranolová věž a okrouhlý, čtrnáct metrů široký, bergfrit. V jeho sousedství stál podél severozápadní hradby dvoupatrový palác s kaplí a klenutým sálem. Druhý palác, dochovaný v úrovni suterénu, se přikládal k jižní hradbě. K jihozápadnímu nároží paláce byla přistavěna částečně dochovaná hranolová věž, u níž začínala příčná hradba oddělující jádro od vnějšího oddílu hradu. Původní brána vedla od severu a nacházela se v západním sousedství paláce, ale v 15. století byla postavena další brána na jižní straně.
Při úpravách v devatenáctém století došlo ke zvýšení úrovně terénu až o několik metrů. Obvodová hradba byla stržena do příkopu, ale její průběh nejspíše kopíruje novodobá obvodová zeď. Na čelní straně byl příkop lemován valem. Dvě hranolové a tři okrouhlé bašty v obvodové zdi patří snad k pozdně gotické přestavbě, ale je možné že byly postaveny až v době romantismu.